# Peter Collins (duchowny)
Peter Gwilym Collins (ur. 13 maja 1958 w Tredegar) – brytyjski duchowny katolicki, biskup diecezjalny diecezji wschodnioangielskiej od 2022.

## Życiorys
Święcenia kapłańskie otrzymał 14 lipca 1984 i został inkardynowany do archidiecezji Cardiff. Pracował głównie jako duszpasterz parafialny (w latach 2001-2019 był administratorem katedry w Cardiff, a w kolejnych latach kierował parafią MB Królowej Aniołów i Świętej Rodziny). Był także m.in. kierownikiem kurialnej komisji edukacyjnej oraz przewodniczącym Rady Kapłańskiej.
11 października 2022 papież Franciszek mianował go ordynariuszem diecezji wschodnioangielskiej. Sakry udzielił mu 14 grudnia 2022 jego poprzednik – biskup Alan Hopes.